# جورج جاكسون (مغني)
جورج جاكسون (بالإنجليزية: George Jackson)‏ هو مغني وكاتب أغاني أمريكي، ولد في 12 مارس 1945 في إنديانولا في الولايات المتحدة، وتوفي في 14 أبريل 2013 في ريدجلاند في الولايات المتحدة بسبب سرطان.

## وصلات خارجية
- جورج جاكسون على موقع IMDb (الإنجليزية)
- جورج جاكسون على موقع ميوزك برينز (الإنجليزية)
- جورج جاكسون على موقع أول موفي (الإنجليزية)
- جورج جاكسون على موقع قاعدة بيانات الأفلام السويدية (السويدية)
- جورج جاكسون على موقع أول ميوزيك (الإنجليزية)
- جورج جاكسون على موقع ديسكوغز (الإنجليزية)